# Olivier Alain
Pour les articles homonymes, voir Alain.
 (juillet 2022).
Olivier Alain, né le 3 août 1918 à Saint-Germain-en-Laye et mort le 28 février 1994 à Férolles-Attilly, est un compositeur, organiste et musicologue français.

## Biographie
Son père, Albert Alain, est organiste de Saint-Germain-en-Laye et compositeur. Olivier Alain est le frère de Jehan Alain (1911-1940), bien connu comme compositeur et organiste, et de Marie-Claire Alain (1926-2013), organiste de renommée internationale. Au Conservatoire de Paris Olivier Alain fut l'élève de Tony Aubin et d'Olivier Messiaen en 1950 et 1951. Il dirigea le Conservatoire de Saint-Germain-en-Laye de 1950 à 1964, directeur de l'École supérieure de musique César Franck de 1961 à 1972 où il enseigna la composition et l'analyse musicale. Il fut également inspecteur de la musique au Ministère de la culture. En 1976, il fonda le Conservatoire national de région de Paris, qu'il dirigea jusqu'en 1985. Il a aussi été critique musical pour Le Figaro, Les Nouvelles Littéraires et La Croix. Il est notamment l'auteur d'un oratorio, de motets et de diverses pièces pour orgue. Il découvrit dans une bibliothèque privée à Strasbourg 14 Canons inédits de Jean-Sébastien Bach, sur les 8 notes fondamentales de l'aria initiale des Variations Goldberg (BWV 1087). Ces canons furent donnés en première audition dans cette ville en 1974. Ils sont considérés comme une découverte musicologique majeure du XXe siècle sur la musique de Bach.

## Prix
- 1950 : Prix d'analyse musicale (classe de Messiaen)
- 1951 : Prix de composition (classe d'Aubin)
- 1967 : Prix Robert-Schumann attribué par la ville de Zwickau

## Œuvres

### Orgue
- Chanson de la brume en mer op. 64 (1940. Ligugé: Éditions Europart)
- Suite op. 135 (1951. Paris: Leduc)
- Lacrymae op. 150 (1957. Paris: Éditions Schola Cantorum)
- Prélude-Introït-Récitatif op. 158 (1959: Paris: Éditions Schola Cantorum)
- Offertoire-Fantaisie op. 160 (1961: Paris: Éditions Schola Cantorum)
- Récit pour l'Élévation op. 161 (1962: Paris: Éditions Schola Cantorum)
- Microludes op. 166 (1981. Ligugé: Éditions Europart)

### Musique de chambre
- Dithyrambe op. 18 pour hautbois et piano ou trompette, flûte et orgue (1936. Sampzon: Éditions Delatour France)
- Sicilienne op. 24 pour piano, flûte et orgue (1937. Sampzon: Éditions Delatour France)
- Divertissement (nocturne) op. 73 pour flûte et piano ou orgue (1942. Sampzon: Éditions Delatour France)
- Ritournelle op. 74 pour hautbois et piano ou flûte, violon et orgue (1943. Sampzon: Éditions Delatour France)
- Suite op. 98 pour violon et piano  (1945-47. Sampzon: Éditions Delatour France)
- String Quartet op. 123 (1949. Sampzon: Éditions Delatour France)
- Aventure op. 144 pour flûte et orgue (1953. Paris: Salabert)
- Suite française: Suite pour Rameau op. 163 pour trompette et orgue ou flûte et orgue (1964. Sampzon: Éditions Delatour France) créée en 2010 par Yannick Merlin (orgue) et François Frémeau (trompette)
- Ballade op. 163b pour piano et orgue (1948. Sampzon: Éditions Delatour France)
- Songe ou Souvenances (Mneïa) op. 164 pour hautbois et orgue ou flûte et orgue (1973. Sampzon: Éditions Delatour France)
- Threnos (Deuils) op. 167 pour piano et orgue (1982. Sampzon: Édition Delatour France)

### Œuvres chorales
- Lucis Creator optimae op. 55 pour chœur et orgue (1939. Sampzon : Éditions Delatour France)
- Petrus quidem op. 76 pour chœur a cappella (1943. Sampzon : Éditions Delatour France)
- Jesu, dulcis amor meus op. 77 pour chœur, solistes et orgue (1943. Sampzon: Éditions Delatour France)
- Noël: Allons, ma voisine op. 78 pour chœur a cappella (1943. Sampzon : Éditions Delatour France)
- Cibavit eos op. 88 pour chœur a cappella (1944. Sampzon : Éditions Delatour France)
- 3 Repons du Vendredi Saint op. 136-138 pour chœur a cappella (1951. Sampzon : Éditions Delatour France)
- 3 Repons du Jeudi Saint op. 139-141 pour chœur a cappella (1952. Sampzon : Éditions Delatour France)
- 3 Déplorations: Repons du Samedi Saint op. 145-147 pour voix et clavier (1954. Sampzon : Éditions Delatour France)

### Piano
- Intermezzo op. 162 (1964. Paris: Éditions Choudens)

### 2 Pianos
- Première Ballade op. 69 in E minor (1942, inédit)
- Deuxième Ballade op. 75 in A-flat major (1943, inédit)
- 4 Danses op. 112 (1948, inédit)
- 5 Pièces op. 112a (1948, inédit)

### Voix et Piano
- Stances du Banquet (Sponde) op. 79 (1944. Sampzon: Éditions Delatour France)

### Œuvres diverses
- Tristan op. 89. Musique de ballet, en 12 scènes (1945, inédit)
- La Samaritaine op. 90. Musique en 5 scènes, pour hautbois, harpe et cordes (1945, inédit)
- Symphonie Argentière op. 124 pour orchestre (1949, unpublished)
- Chant funèbre pour les morts en montagne op. 133. Oratorio en 12 scènes pour solistes, chœur et orchestre (1950, inédit)
- L'Athlète aux mains nues op. 134. Musique de film, de Daniel Rops (1950, inédit)
- Henri IV op. 142. Musique de film (1952, inédit)
- Fantaisies pour le CNR Nos. 1 et 2 op. 165 pour divers instruments (1977. Sampzon: Édition Delatour France)
- Odoï op. 168 pour orchestre (1983, inédit)

## Discographie
- Olivier Alain, Albert Alain & Léon Boëllmann; Babette Mondry, orgue; import éd. Gallo, 1998.
- Discographie sur le site France Orgue